# А-100 (БПЛА)

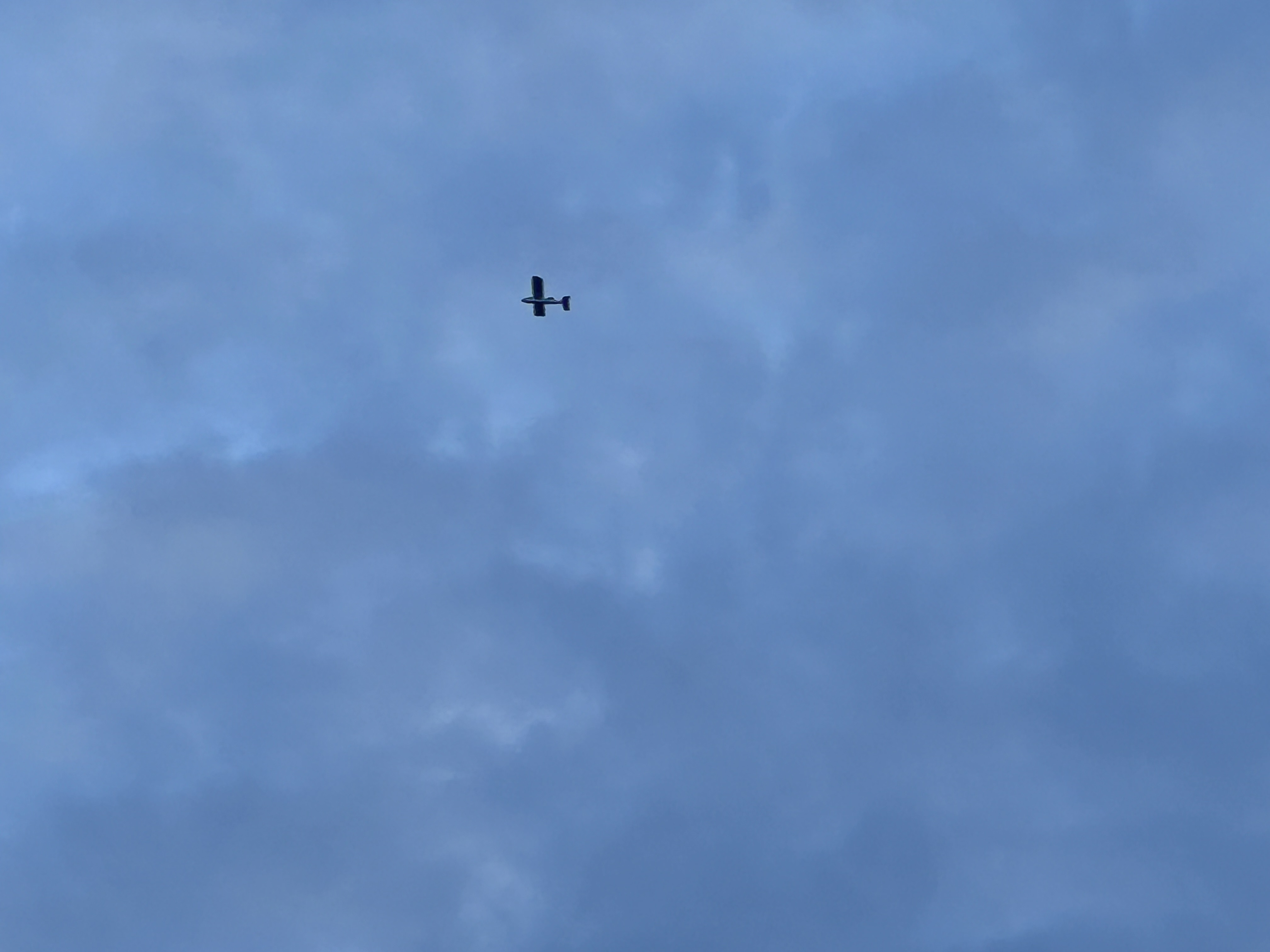

БПЛА А-100 (укр. БПЛА А-100) — легкий ударно-розвідувальний безпілотний комплекс, створений компанією AIRDROPER LLC для бойового застосування в умовах сильного впливу засобів РЕБ. 

## Опис
Комплекс «А-100» є продовженням літаки класу "тренер" дуже прості в управлінні, мають відмінні льотні якості і рекомендуються як перший літак для навчання. Максимальна стабільність поведінки в повітрі досягається схемою з верхнім розташуванням крила (високоплан), яка полегшує як пілотування, так і найскладніше посадку.

### Модифікації
| Характеристика                          | Значення   | Примітка                       |
| --------------------------------------- | ---------- | ------------------------------ |
| Максимальна оперативна дальність        | < 50 км    | залежить від умов користування |
| Максимальна висота підйому              | 1500 м.    |                                |
| Максимальна швидкість дрону             | 160 км/год |                                |
| Крейсерська швидкість                   | 90 км/год  |                                |
| Точність при скиданні з висоти до 250 м | 3 м        |                                |
| Радіус суцільного ураження              | 48 м       | *в залежності від боєприпасу   |

- Комплекс містить три бойових літаки та шість комплектів акумуляторів, катапульту, наземну станцію управління + комплект акумуляторів, стандартизовані за STANAG трекбол і антенний кабель, антену, балістичний калькулятор, набір модульних компонентів, транспортні кейси, запасні частини та ремонтний набір.
- Екіпаж керування комплексом — 2 взаємозамінних між собою спеціалістів: основний пілот та технічний спеціаліст.

Надалі проводяться активні тестування БПЛА А-100 вже з ДВЗ установкою на А95 бензині для значного покращення технічних характеристик.

## Історія створення
Розробка безпілотного комплексу розпочалася у 2014 році для вирішення бойових задач під час Російсько-української війни. Після початку широкомасштабного вторгнення 2022 року БПЛА здійснив близько 30 місій.https://www.unian.net/war/rossiyu-atakovali-drony-22-dekabrya-video-podrobnosti-12490707.html
Надалі ведеться покращення БПЛА та розширення виробничих можливостей у Польщі.[джерело?]

## Оператори
- Україна: 10 одиниць

Станом на листопад 2023 року було виготовлено предсерійний комплекс БПЛА А-100 та запущено серійне виробництво першої партії у 20 літаків яка має бути готова до середини Грудня 2023 року. Сторінка з серійним корпусом на веб-сайті виробника.

## Бойове застосування

### Російсько-українська війна
У жовтні 2023 року було відкрито збір коштів на два комплекси БПЛА А-100.[джерело?]